# Zovoji
Zovoji (Zdepaste burnice, lat. Procellaridae) su porodica morskih ptica iz reda Bubnjavki (Procellariiformes). U ovu porodicu svrstava se 79 vrsta podijeljenih (trenutno) u 14 rodova. Ova vrstama brojna porodica obuhvaća srednje velike pučinske ptice rasprostranjene svim oceanima, no ipak pretežno oceanima južne polutke. Prilagođene su hladnim klimatskim područjima, a u suptropska područja dolaze samo tamo, gdje dopiru hladne morske struje. To je prostorno najveće područje pojavnosti među svim porodicama ptica. Najjužnije živi bijeli pomorčić (Pagodroma nivea) koji se gnijezdi na Antarktiku, dok najsjevernije živi burnjak (Fulmarus glacialis).

## Obilježja
Kao kod svih cjevonosica, i vrste ove porodice imaju cjevaste završetke nosa kroz koje mogu izbacivati morsku sol i uljnatu želučanu tekućinu. Kljun im je dug i na vrhu svinut s kukastim završetkom i oštrim rubovima kako bi lakše u njemu zadržali klizavu lovinu, najčešće ribu.
Vrste se veličinom prilično razlikuju. Najmanja vrsta, Puffinus assimilis duga je tek 25 cm, raspon krila mu je oko 60 cm, a srednja težina mu je 170 gr. Većina drugih vrsta neznatno su veće. Iznimka je samo veliki burnjak koji podsjeća na male albatrose. Može biti dug 1 metar s rasponom krila od 2 metra a može doseći težinu od 5 kg.
Boja perja je bijela, s dodatkom smeđih ili crnih područja, dok je samo par vrsta jednobojno tamno. Većina vrsta ima trbušni dio svijetal, a godnji dio tijela im je tamno obojen. Sve vrste su neugledne i tako slične jedna drugoj, da ih je u prirodi teško razlikovati. Nema vidljivog spolnog dimorfizma, osim nešto sitnije građe ženki, a kod mnogih vrsta mužjak i ženka se različito glasaju.
Sve vrste su izvrsni letači, no svaka vrsta ima drugačiji stil letenja. Noge su im slabe i smještene su daleko unatrag na tijelu. Nisu pogodne za hodanje, tako da se sve vrste na kopnu naslanjaju na prsa i moraju si pomagati i krilima.

## Način života
Osim u vrijeme parenja, ove ptice provode čitav život na otvorenim morima i mogu se prilagoditi i najlošijim vremenskim prilikama. Isključivi su mesojedi. Hrane se uglavnom manjim ribama i morskim beskralješnjacima kao što su sipe, loveći ih plitko ispod morske površine. Samo neke vrste hrane se zooplanktonom, dok neke vrste jedu i strvinu, kao što su uginuli kitovi ili druge morske životinje koje plutaju površinom. Populacije ovih vrsta snažno su narasle s porastom ribolova.
Zovoji se, kao i sve porodice i vrste ovog reda, uglavnom gnijezde u velikim kolonijama na visokim i vrlo strmim liticama u blizini obale. Polažu samo jedno jaje bijele boje, koje je neuobičajeno veliko u odnosu na veličinu ptice. Na jajima leže između 40 i 60 dana. Kod manjih vrsta mladunci polijeću 45 do 55 dana nakon valjenja, dok to vrijeme vezanosti mladunca uz gnijezdo kod većih vrsta može trajati 100 do 135 dana.

## Sistematika

### Vanjska sistematika
Zovoji su porodica u redu cjevonosica. Ovdje su one sestrinska grupa s burnicama (Pelecanoides), a obje zajedno su sestrinska grupa s albatrosima (Diomedeidae).

### Suvremena unutrašnja sistematika
U novije vrijeme razne studije istražuju stvarnu srodnost vrsta unutar pojedinih potporodica na koje se porodica dijeli, i da li odgovaraju stvarnim taksama. Najvažnije takve studije proveli su Nunn i Stanley kao i Bretagnolle i drugi došavši do gotovo jednakih rezultata.
Ove studije su pokazale, da je samo potporodica Fulmarinae doista monofilna, dok to s ostalim potporodicama nije slučaj. To znači, da ostale potporodice imaju, manje-više samo formalnu, ne i taksonomsku vrijednost.
Prema ovim istraživanjima, kladogram rodova je sljedeći:
```
Zovoji
 (Procellariidae)
 |
 |-- N.N.
 |    |-- 
Fulmarinae

 |    |    |-- 
Pagodroma

 |    |    `--+-- 
Thalassoica

 |    |       `--+-- 
Daption

 |    |          `--+-- 
Fulmarus

 |    |             `-- 
Macronectes

 |    `-- N.N.
 |         |-- N.N.
 |         |    |--+-- 
Halobaena

 |         |    |  `-- 
Pachyptila

 |         |    `-- N.N.
 |         |         |-- 
Procellaria

 |         |         `-- 
Bulweria

 |         `-- N.N.
 |              |-- 
Puffinus
 i 
Calonectris

 |              |-- 
Pseudobulweria

 |              `-- 
Lugensa

 |
 `-- 
Pterodroma
```

## Neke vrste
- Bulweria bulwerii
- Calonectris diomedea - kaukal
- Daption capense
- Fulmarus glacialis
- Fulmarus glacialoides
- Macronectes giganteus
- Pachyptila turtur
- Procellaria cinerea
- Pterodroma hasitata
- Pterodroma hypoleuca
- Pterodroma macroptera
- Puffinus bulleri
- Puffinus carneipes
- Puffinus gavia
- Puffinus gravis
- Puffinus griseus
- Puffinus lherminieri
- Puffinus nativitatis
- Puffinus pacificus
- Puffinus puffinus - mali zovoj
  - Puffinus yelkouan - gregula
- Puffinus tenuirostris

## Vanjske poveznice
|  | Zajednički poslužitelj ima stranicu o temi Procellariidae    |
|  | Zajednički poslužitelj ima još gradiva o temi Procellariidae |
|  | Wikivrste imaju podatke o taksonu Procellariidae             |